# كأس روسيا البيضاء 2000–01
كأس روسيا البيضاء 2000–01 (بالروسية: Кубок Белоруссии по футболу 2000/2001)‏ هو موسم من كأس روسيا البيضاء. أشرف على تنظيمه اتحاد روسيا البيضاء لكرة القدم، وكان عدد الأندية المشاركة فيه 43، وفاز فيه نادي بلشينا بوبرويسك.